# فرهنگ هلاکویی
فرهنگ هُلاکوئیِ نائینی (زادهٔ ۱۰ شهریور ۱۳۲۳، شیراز) روان‌شناس، روان‌درمانگر، مشاور ازدواج و خانواده، جامعه‌شناس، اقتصاددان، استاد دانشگاه اهل ایران است. وی مقیم لس آنجلس، ایالات متحده است.

## تحصیلات و سوابق دانشگاهی
او دارای سه مدرک کارشناسی ارشد در رشته‌های روان‌شناسی و اقتصاد از دانشگاه تهران و «مشاورهٔ ازدواج، خانواده و کودکان» از دانشگاه یوتا و مدرک دکترا در رشتهٔ جامعه‌شناسی از دانشگاه یوتای آمریکا است. او پیش از انقلاب ۱۳۵۷ مدرس دانشکدهٔ علوم اجتماعی دانشگاه تهران بوده‌است. او پی‌اچ‌دی خود را با موضوع تحلیل جامعه‌شناسانهٔ انقلاب مشروطه ایران در سال ۱۹۷۴ از دانشگاه یوتا دریافت کرد.

## قبل از انقلاب
هلاکویی، پس از به پایان بردن تحصیلاتش در آمریکا در سال ۱۳۵۳، به ایران بازگشت. مدتی سرپرست «کمیتهٔ فرهنگی ـ اجتماعی» در «معاونت برنامه‌ریزی و سیاست‌گذاری» سازمان رادیو و تلویزیون ملی ایران بود و در دانشگاه تهران نیز به تدریس می‌پرداخت. هلاکویی، پس از چند سال به‌دلیل اختلاف نظر با مسئولان تلویزیون، به آمریکا بازگشت.

## وضعیت کنونی
هلاکویی مؤسس و مدیر مرکز بهزیستی بورلی هیلز است و به‌عنوان مشاور ازدواج، خانواده و کودکان در این مرکز مشغول فعالیت است. وی همچنین از سال ۲۰۰۰ میلادی تاکنون برنامهٔ تلویزیونی و همچنین رادیوییِ «رازها و نیازها» را اداره و اجرا می‌کند که در آن به پرسش‌های تلفنیِ مخاطبان فارسی‌زبان از سراسر دنیا دربارهٔ مسائل روان‌شناختی، اجتماعی، خانوادگی و موارد وابسته می‌پردازد و جنبه‌های مختلف آن‌ها را مورد بحث قرار می‌دهد و شمار تماس‌گیرندگان به بیش از ۵۰۰۰۰ نفر رسیده‌است. وی همچنین سمینارهای دوره‌ای را نیز دربارهٔ مسائل روانیِ مربوط به رفاه و بهزیستی در شهرهای مختلف اروپا و آمریکا برگزار می‌کند. در وبسایت دکتر هولاکویی پادکست‌های مختلفی در زمینه تربیت کودک و نوجوان موجود است که بسیار مفید هستند.

## رادیو همراه
در تاریخ ۵ اسفند ۱۳۹۲ فرهنگ هلاکویی رادیویی فارسی‌زبان برای ایرانیان در شهر لس آنجلس تأسیس کرد. او در ادامهٔ برنامهٔ تلویزیونی و رادیویی «رازها و نیازها»، در این رادیو هفته‌ای ۲۰ ساعت، صبح‌ها و بعدازظهرها برنامهٔ زنده اجرا می‌کند.

## آثار مکتوب
آثار علمی مکتوب هلاکویی شامل موارد زیر است:
- پایان‌نامهٔ دکتری در رشتهٔ جامعه‌شناسی از دانشگاه یوتا با عنوان «تحلیلی جامعه‌شناختی بر انقلاب مشروطیت ایران».[۱۰]
- کتاب جامعهٔ امروز که ترجمه و اقتباسی از کتاب Society today است که متنی درسی و دانشگاهی برای آشنایی با مقدمات علم جامعه‌شناسی است.[۱۱]
- مقالهٔ «مطالعه‌ای تجربی روی ایرانیان ساکن آمریکا: تمایل به بازگشت به زادگاه به‌عنوان تابعی از ترجیح زبان گفتار».[۱۲]

دکتر هلاکویی تأکید دارد که به‌دلیل رویگردانی عمومی جامعه از مطالعه، بهتر است آثارش را به‌صورت صوتی و تصویری منتشر کند. با این‌حال، بخشی از گفته‌های وی در کتابی با عنوان گفته‌هایی از فرهنگ هلاکویی چاپ شده‌است.

## آثار صوتی و تصویری
سازمان بهزیستی کشور نیز بخشی از این آثار را توزیع کرده‌است.
برخی از آثار صوتی و تصویری عبارتند از:
- مجموعه پرورش و تعلیم و تربیت کودکان و نوجوانان (مجموعه ۶۴ سی‌دی صوتی یا ۴۰ دی‌وی‌دی تصویری)
- ترس، اضطراب و وحشت (۸ سی‌دی صوتی)
- افسردگی (۸ سی‌دی صوتی)
- خشم و عصبانیت (۸ سی‌دی صوتی)
- چرا ازدواج، چرا طلاق
- اگر جوان بودم (۴ سی‌دی صوتی)
- تیپ‌های شخصیت ناسالم با همکاری جمعی از استادان (۱۴ سی‌دی صوتی)
- تیپ‌های شخصیت نرمال و سالم با همکاری جمعی از استادان (۱۴ سی‌دی صوتی)
- سمینار خوشبختی با همکاری جمعی از استادان (۱۴ سی‌دی صوتی)
- سمینار علم و شبه‌علم با همکاری جمعی از استادان (۸ سی‌دی صوتی)
- سمینار ۵۰ باید و نباید زندگی زناشویی (۴ سی‌دی صوتی)
- اعتماد به نفس و حرمت نفس (۱۲ فایل صوتی)